# Теократија
Теократија је облик владавине у којој религија или вера играју доминантну улогу. У теократским друштвима је верска структура комплементарна структури власти или доминира над њом. Реч потиче из грчког језика и дословно значи „владавина Бога”. Државе које данас имају елементе теократије су: Иран, Израел, Саудијска Арабија, Ватикан. Теократске власти примењују теономију (од грчке речи теос [θεός] — „Бог“, номос [νόμος] — „закон“)

## Етимологија
Реч теократија потиче од грчке речи θεοκρατία (theocratia) што значи „владавина Божија“. Ово, заузврат, потиче од θεός (theos), што значи „бог“, и κρατέω (krateo), што значи „владати“. Тако је значење речи на грчком било „владавина бога(ова)“ или људска инкарнација бога(ова).
Термин је првобитно сковао Флавије Јосиф у првом веку нове ере да би описао карактеристичну власт Јевреја. Јосиф је тврдио да иако је човечанство развило многе облике владавине, већина се може подвести под следећа три типа: монархија, олигархија и демократија. Међутим, према Јосифу Флавија, владавина Јевреја је била јединствена. Јосиф Флавије је понудио термин „теократија“ да би описао ову државу у којој је Бог био суверен и Његова реч је била закон.
Јосифова дефиниција је била широко прихваћена све до ере просветитељства, када је термин попримио негативне конотације и једва да је био спашен Хегеловим коментаром. Прва забележена употреба на енглеском била је 1622. године, са значењем „светитељска влада под божанским надахнућем“ (као у библијском Израелу пре успона краљева); значење „свештеничко или верско тело које има политичку и грађанску власт“ забележено је 1825. године.

## Дефиниција
Термин теократија потиче од коинског грчког θεοκρατία, „владавина Бога“, термина који је Јосиф Флавије користио за краљевства Израела и Јудеје, одражавајући став да је „сам Бог признат као глава“ државе. Уобичајена, генеричка употреба термина, како је горе дефинисано у смислу владавине цркве или аналогног верског вођства, била би тачније описана као еклизиократија.

## Садашње теократије

### Хришћанске теократије

#### Света столица (Ватикан)
Након заузимања Рима 20. септембра 1870. године, Краљевина Италија је припојила Папске државе, укључујући Рим и Ватикан. Године 1929, Латеранским уговором потписаним са италијанском владом, нова држава Ватикан (842 становника) — неповезана са бившим папским државама — формално је створена и призната као независна држава. Шеф државе Ватикана је папа, којег бира Колеџ кардинала, скупштина високог свештенства. Папа се бира доживотно, и или умире или може поднети оставку. Кардинале постављају папе, који на тај начин бирају бираче својих наследника.
Гласање је тренутно ограничено на кардинале млађе од 80 година. Секретара за односе са државама, директно одговорног за међународне односе, именује папа. Ватикански правни систем је укорењен у канонском праву и на крају о њему одлучује папа; римски бискуп као врховни понтифик „има пуноћу законодавне, извршне и судске власти“. Иако закони Ватикана потичу из секуларних закона Италије, према члану 3 Закона о изворима закона, предвиђена је допунска примена „закона које је прогласила Краљевина Италија“.

#### Света гора
Света Гора је планинско полуострво у Грчкој које је православна аутономна област која се састоји од 20 манастира под директном јурисдикцијом цариградског примаса. На Светој Гори постоји скоро 1.800 година непрекидног присуства хришћана, а она има дугу историју манастира, која датира најмање од 800. године нове ере. Порекло самоуправе на Светој Гори може се пратити од краљевског едикта који је издао византијски цар Јован I Цимискије 972. године, а потврдио га је цар Алексије I Комнин 1095. године. Грчка се изборила за контролу над овим подручјем од Отоманског царства током Првог Балканског рата 1912. Међутим, формално је призната као део Грчке тек након што дипломатски спор са Руском империјом више није био препрека, након њеног слома током Првог светског рата.
Света Гора је посебно изузета од слободног кретања људи и робе које захтева чланство Грчке у Европској унији и улаз је дозвољен само уз изричиту дозволу монаха. Број дневних посетилаца Свете Горе је ограничен, а сви посетиоци морају да добију улазну дозволу. Само мушкарцима је дозвољено да посећују, а православни хришћани имају предност у издавању дозвола. Становници Свете Горе морају бити мушкарци од 18 и више година који су припадници Источне православне цркве, као и монаси или радници.

### Исламске теократије
Исламска република је назив за неколико држава којима званично владају исламски закони, укључујући Исламске републике Иран, Пакистан и Мауританију. Пакистан је први пут усвојио ту титулу на основу устава из 1956. Мауританија ју је усвојила 28. новембра 1958. Иран ју је усвојио након Иранске револуције 1979. којом је збачена династија Пахлавија. Авганистан ју је усвојио 2004. године након пада талибанске владе. Иако имају слична имена, земље се увелико разликују по својим владама и законима.

#### Авганистан
Авганистан је био исламска теократија од 1996. до 2001. и поново од 2021. када су талибани поново успоставили Исламски емират Авганистан.
Ширећи се из Кандахара, талибани су на крају заузели Кабул 1996. До краја 2000. Талибани су контролисали 90% земље, осим упоришта опозиције (Северне алијансе) која се првенствено налазе у североисточном углу провинције Бадакшан. Области под директном контролом Талибана биле су углавном главни градови и аутопутеви Авганистана. Племенски канови и војсковође имали су де факто директну контролу над разним малим градовима, селима и руралним областима. Талибани су настојали да успоставе закон и ред и да наметну стриктно тумачење исламског шеријатског закона, заједно са верским едиктима муле Мохамеда Омара, целој земљи Авганистану.
Током петогодишње историје Исламског Емирата, талибански режим је тумачио шеријат у складу са ханефијском школом исламске јуриспруденције и верским указима Муле Омара. Талибани су забранили свињетину и алкохол, многе врсте потрошачке технологије као што су музика, телевизија, и филм, као и већину облика уметности као што су слике или фотографије, учешће мушкараца и жена у спорту, укључујући фудбал и шах; рекреативне активности као што су пуштање змајева и држање голубова или других кућних љубимаца такође су забрањене, а птице су убијене према пресуди талибана. Биоскопи су затворени и пренамењени у џамије. Прослава западне и иранске Нове године била је забрањена. Фотографисање и приказивање слика или портрета било је забрањено, јер су талибани то сматрали обликом идолопоклонства. Женама је забрањено запошљавање, девојкама је забрањено да похађају школе или универзитете, од њих је тражено да светкују пурду и да их мушки рођаци прате ван њихових домаћинстава; они који су прекршили ова ограничења били су кажњени. Мушкарцима је било забрањено да брију своје браде и да их пусте да расту и држе их дугим према жељи талибана, као и да носе турбане ван својих домаћинстава. Комунисти су систематски стрељани. Молитва је постала обавезна и они који нису поштовали верску обавезу након езана су хапшени. Коцкање је забрањено, а лопови су кажњавани ампутацијом руку или ногу. Године 2000, талибански вођа Мула Омар званично је забранио узгој опијума и трговину дрогом у Авганистану; Талибани су успели да скоро искорене већину производње опијума (99%) до 2001. Под талибанском управом у Авганистану, корисници дроге и дилери су озбиљно кривично гоњени.

## Хијерократија
Облик државне власти у којем се на челу политичког ентитета налази свештено лице назива се и хијерократија. У историји српског народа, пример хијерократске управе представља владичански период у историји Црне Горе, од краја 17. века, до успостављања редовне световне власти 1852. године.